# Sabrina Richard
Pour les articles homonymes, voir Richard.
Sabrina Richard, née le 25 avril 1977 à Saint-Paul (La Réunion), est une haltérophile française.
Elle est 8e dans la catégorie des moins de 48 kg aux Jeux olympiques d'été de 2000.
Elle est sacrée championne de France dans la catégorie des moins de 46 kg en 1997, dans la catégorie des moins de 48 kg en 1998, 2000, 2003, 2004, 2005, 2006 et 2007.